# Moncenisio
Moncenisio – miejscowość i gmina we Włoszech, w regionie Piemont, w prowincji Turyn.
Według danych na rok 2004 gminę zamieszkiwało 46 osób, 15,3 os./km².